# Mirka Brezovská
Mirka Brezovská, właśc. Miroslava Brezovská (ur. 9 lipca 1964 w Koszycach) – słowacka piosenkarka, tekściarka i tłumaczka.

## Życiorys
Urodziła się w 1964 roku w rodzinie o tradycjach muzycznych. Jej ojciec to kompozytor Ali Brezovský, jej matka Vlasta Brezovská jest tekściarką, a brat Marek Brezovský był piosenkarzem, kompozytorem, tekściarzem i pianistą.
Występowała z zespołem Mona Lisa, który założyła wraz z Robem Grigorevem. W 2009 roku była słowacką jurorką Konkursu Piosenki Eurowizji w Moskwie.

## Tłumaczenie i dialogi
(lista jest niekompletna)

### Filmy
- Ako si vycvičiť draka, 2009[5]
- Avatar, 2009
- Bathory, 2008
- Happy Feet, 2006[6]
- Monštrá vs. Votrelci, 2009[7]
- Mŕtva nevesta Tima Burtona, 2005
- Muž v zrkadle, 2004
- Neserte nám pestúnku, 2003
- Najlepší čas, 2005
- Pán prsteňov: Dve veže, 2002
- Planéta 51, 2009
- Sedem rokov v Tibete, 1997
- Svadby podľa Mary, 2003
- Škola ro(c)ku, 2003

### Seriale
- Helicops, 1998
- Komisár Rex, 1994[2]
- Mestečko Heureka, 2006
- Walker, texaský jazdec, 1993
- Policajný odznak, 2002
- FBI: Prípady Sue Thomasovej, 2002
- Zúfalé manželky, 2004
- Dr. House, 2004[2]
- Boj o ťažkú vodu, 2015, na Słowacji emitowano w 2017[8][9]

## Dyskografia
- 1984: Autoportrét - Mirka Brezovská / Nespoznaný -  Richard Muller - Opus 9143 0617, SP[10][11]
- 1984: Dvom - Mirka Brezovská, Štefan Skrúcaný / Všetko už smieš - Mirka Brezovská, Vokálna skupina Trend - Opus 9143 0624, SP[12][13]
- 1985: Pán Život - Jana Kocianová / Od piesne k piesni - Mirka Brezovská, Mona Lisa - Opus 9143 0633, SP
- 1986: Sama - Mirka Brezovská, Mona Lisa / Kiks - Mirka Brezovská, Mona Lisa - Opus 9143 0650, SP
- 1987: Let - Mirka Brezovská, Mona Lisa - Opus 9113 1829, LP
- A1: Doba kávová (Peter Koller / Daniel Mikletič)
- A2: Let (Ali Brezovský / Daniel Mikletič)
- A3: Stojí to za pokus (Ali Brezovský / Mirka Brezovská)
- A4: Všetky tie lásky (Ali Brezovský / Mirka Brezovská)
- A5: Kapela na cestách (Ali Brezovský / Mirka Brezovská)
- A6: Tak sa to stáva (Ali Brezovský / Mirka Brezovská)
- B1: Myslí človek na lásku? (Ali Brezovský / Mirka Brezovská)
- B2: Zberne hlavných hrdinov (Peter Koller / Daniel Mikletič)
- B3: Čakanie  (Stano Synek / Mirka Brezovská)
- B4: Rozvrh hodín (Ali Brezovský / Daniel Mikletič)
- B5: Dievča, neplač (Ján Hyža / Daniel Mikletič)
- B6: Minútový klaun (Ali Brezovský / Daniel Mikletič)
- 1989: Čo s načatým večerom? - Mirka Brezovská, Mona Lisa / Kým si tu so mnou - Mirka Brezovská, Mona Lisa - Opus 9143 0718, SP